# Möbisburg-Rhoda
Möbisburg-Rhoda, Erfurt-Möbisburg-Rhoda – dzielnica miasta Erfurt w Niemczech, w kraju związkowym Turyngia.